# ماقیت لارسن
ماقیت لارسن (انگلیسی: Marit Larsen؛ زاده ۱ ژوئیهٔ ۱۹۸۳) یک موسیقی‌دان اهل نروژ است. وی از سال ۱۹۹۶ میلادی تاکنون مشغول فعالیت بوده‌است.